# Sharon Lynn
Sharon Lynn, nata D'Auvergne Sharon Lindsay (Weatherford, 9 aprile 1901 – Hollywood, 26 maggio 1963), è stata un'attrice statunitense.

## Biografia
Dopo aver vinto un concorso di bellezza, nel 1924 ottenne una piccola parte nel film di Maurice Elvey Curlytop. La sua carriera cinematografica decollò dal 1927 ed ebbe il maggior successo nei successivi tre anni, nei quali interpretò, a volte anche da protagonista, una ventina di film di secondo livello, tanto western quanto commedie leggere e musical. Il declino apparve negli anni trenta, quando in sette anni partecipò a soli otto film, tra i quali I fanciulli del West (1937), con Stan Laurel e Oliver Hardy, e ponendo fine alla sua carriera nel 1938 con il musical Thistledown.
Si era sposata nel 1932 con lo sceneggiatore Benjamin Glazer e, rimasta vedova nel 1956, con il finanziere John Sershen. Sharon Lynn nel maggio 1963 a causa della sclerosi multipla venne ricoverata al Hollywood Presbyterian Hospital, dove morì; fu sepolta nell'Inglewood Park Cemetery. .

## Filmografia parziale

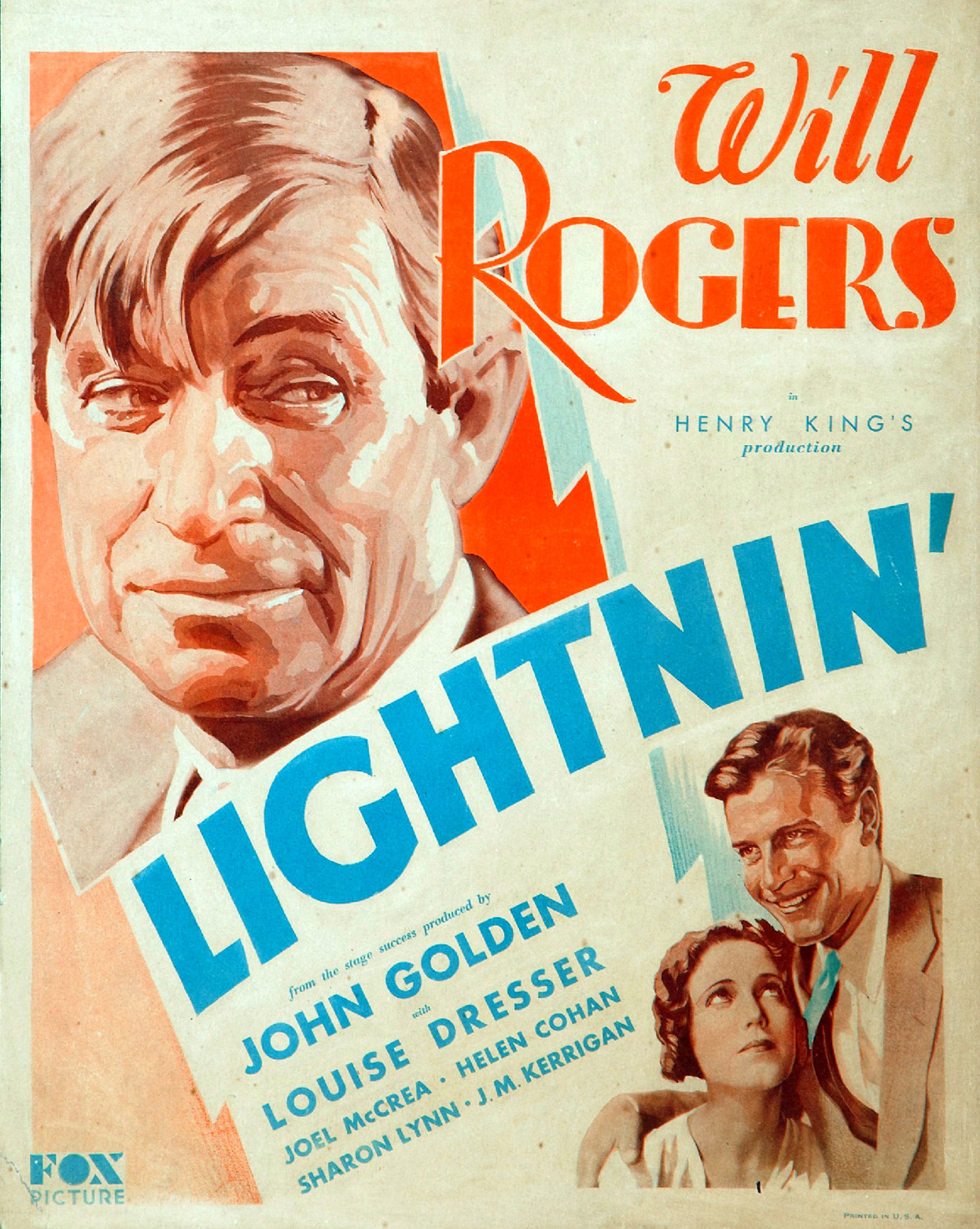
Poster del film Lightnin

- Curlytop (1924)
- City of Shadows (1927)
- La tua pelle o la mia (1928)
- Rivincita (1929)
- Follie del giorno (1929)
- Il velo dell'Islam (1929)
- Giorni felici (1929)
- Il sorriso della vita (1929)
- Gli allegri vagabondi
- Lightnin', regia di Henry King (1930)
- La seduzione del peccato (1930)
- Il tormento di un uomo (1930)
- Too Many Cooks (1931)
- Discarded Lovers (1932)
- The Big Broadcast (1932)
- Lo sparviero (1933)
- Vissi d'arte (1935)
- Canzoni appassionate (1935)
- I fanciulli del West (1937)
- Thistledown (1938)